# Head & Heart
Head & Heart ist ein Lied des britischen Musikproduzenten Joel Corry zusammen mit dem britischen Sänger MNEK. Der House-Song erschien am 3. Juli 2020 über das Label Asylum Records als Single.

## Inhalt

### Komposition

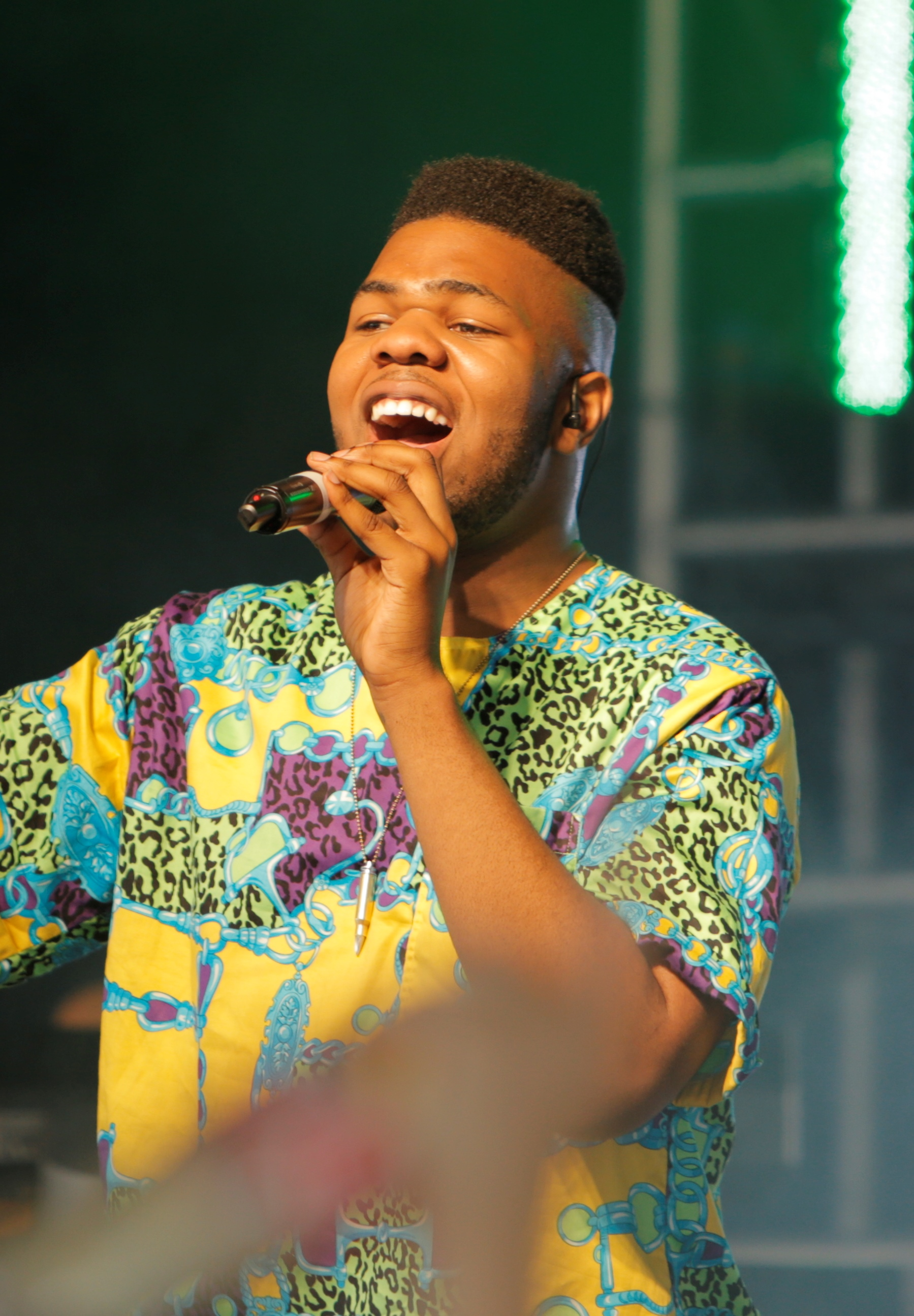
Sänger MNEK

Das Lied basiert auf einem 4/4-Takt und das Tempo liegt bei 123 Schlägen pro Minute. Die Tonart ist As-Dur.

### Text
Der Text für die Single wurde von Lewis Thompson, Neave Applebaum, Robert Harvey, John Courtidis, Daniel Dare, Uzoechi Emenike, Leo Kalyan und Joel Corry geschrieben.
| „Feeling feelings I feel about us Try to fight it, but it’s never enough (’Cause my heart) My heart is certain it’s more than a crush ’Cause I’m frozen in motion and my head tells me to stop But my heart goes Ba-ba-ba-dum ba-ba-dum ba-ba-dum“ | „Gefühle Gefühle, die ich für uns empfinde Versuch sie zu bekämpfen, aber es ist nie genug Mein Herz ist sicher, dass es mehr als nur ein Schwarm ist Aber ich bin wie erstarrt und mein Kopf sagt mir, ich soll aufhören Aber mein Herz geht Ba-ba-ba-dum ba-ba-dum ba-ba-dum“ – Refrain, Übersetzung |

## Veröffentlichung
Die Veröffentlichung der Single erfolgte über Asylum Records, Atlantic Records sowie Perfect Havoc am 3. Juli 2020. Am 30. Juli 2020 erfolgte die Veröffentlichung einer Akustikversion. Am 14. August 2020 erschien ein Tech-House-Remix von David Guetta (als Jack Back). Daraufhin folgte am 27. August 2020 ein „VIP Mix“. Am 25. September 2020 wurden weitere sechs Remixe veröffentlicht. Tiësto veröffentlichte am 5. November 2020 einen weiteren Remix.
| #  | Version  | Erstveröffentlichung | Länge |
| -- | -------- | -------------------- | ----- |
| 1. | Single   | 3. Juli 2020         | 2:46  |
| 2. | Acoustic | 30. Juli 2020        | 3:39  |

### Remixe
| #  | Version        | Erstveröffentlichung | Länge |
| -- | -------------- | -------------------- | ----- |
| 1. | VIP Mix        | 27. August 2020      | 3:12  |
| 2. | Ofenbach Remix | 23. Oktober 2020     | 2:38  |
| 3. | Tiësto Remix   | 5. November 2020     | 2:05  |

| #  | Version                           | Erstveröffentlichung | Länge |
| -- | --------------------------------- | -------------------- | ----- |
| 1. | Jack Back Remix                   | 14. August 2020      | 4:20  |
| 2. | Vintage Culture & Fancy Ink Remix | 4. September 2020    | 3:35  |
| 3. | Majestic Remix                    | 17. September 2020   | 2:53  |
| 4. | NightFunk Remix                   | 17. September 2020   | 3:28  |

| #  | Version               | Erstveröffentlichung | Länge |
| -- | --------------------- | -------------------- | ----- |
| 1. | Timmy Trumpet Remix   | 25. September 2020   | 3:04  |
| 2. | Jess Bays Remix       | 25. September 2020   | 3:20  |
| 3. | Kolidescopes Remix    | 25. September 2020   | 3:28  |
| 4. | Kokiri Remix          | 25. September 2020   | 3:10  |
| 5. | Simon Field Remix     | 25. September 2020   | 3:09  |
| 6. | Mashd N Kutcher Remix | 25. September 2020   | 2:58  |

## Musikvideo
Das Musikvideo feierte am 10. Juli 2020 seine Premiere auf YouTube. Im Video wird der Tag von zwei identisch aussehenden Protagonisten dargestellt, die sich jedoch in ihrem Wesen komplett unterscheiden. Regie führte Elliot Sampson.

## Mitwirkende
- Neave Applebaum: Komponist
- Johnny Castro: Musikproduzent
- Joel Corry: Komponist, Musikproduzent
- John Courtidis: Komponist
- Daniel Dare: Komponist, Musikproduzent
- Uzoechi Emenike: Komponist
- Robert Harvey: Komponist
- Leo Kalyan: Komponist
- New Levels: Musikproduzent
- Lewis Thompson: Autor

## Kommerzieller Erfolg

### Chartplatzierungen
Head & Heart erreichte in Deutschland Rang vier der Singlecharts. In den deutschen Dancecharts erreichte die Single die Chartspitze. In Österreich erreichte Head & Heart Rang fünf und in der Schweiz Rang vier. Im Vereinigten Königreich erreichte die Single die Chartspitze der Singlecharts. In den Vereinigten Staaten erreichte Head & Heart Platz 99 der Billboard Hot 100 sowie Platz drei der US Hot Dance/Electronic Songs. Darüber hinaus erreichte die Single ebenfalls die Chartspitze in Irland, Schottland, Belgien und den Niederlanden. MNEK erreichte als Interpret hiermit zum zehnten Mal die britischen Singlecharts sowie zum dritten Mal in Deutschland und je zum zweiten Mal in Österreich, der Schweiz und den USA. Es ist sein vierter Top-10-Erfolg im Vereinigten Königreich sowie zugleich sein erster Nummer-eins-Hit. Corry erreichte mit Head & Heart zum dritten Mal die britischen Singlecharts als Interpret sowie erstmals die Charts aller D-A-CH-Staaten. Er platzierte sich zum dritten Mal in den britischen Top 10 sowie ebenfalls erstmals an der Chartspitze. Außerhalb von Europa konnte Head & Heart neben den Hot 100 noch Platz zwei in Australien, Platz fünf in Neuseeland und Platz 35 in Kanada erreichen.
2020 platzierte sich Head & Heart auf Rang 26 der deutschen Single-Jahrescharts sowie auf Rang 57 in den deutschen Airplay-Jahrescharts. In den österreichischen Single-Jahrescharts belegte die Single Rang 23, in der Schweiz Rang 32, im Vereinigten Königreich Rang fünf und der US-amerikanischen US Hot Dance/Electronic Songs Rang 13. 2021 platzierte sich das Lied auf Rang zwölf der Single-Jahrescharts und Rang 24 der Airplay-Jahrescharts in Deutschland. In den britischen Single-Jahrescharts belegte Head & Heart Rang 17, in der Schweiz Rang 23 und in Österreich Rang 27.
| ChartsChartplatzierungen       | Höchstplatzierung | Wochen |
| ------------------------------ | ----------------- | ------ |
| Deutschland (GfK)              | 4 (74 Wo.)        | 74     |
| Österreich (Ö3)                | 5 (61 Wo.)        | 61     |
| Schweiz (IFPI)                 | 4 (76 Wo.)        | 76     |
| Vereinigte Staaten (Billboard) | 99 (1 Wo.)        | 1      |
| Vereinigtes Königreich (OCC)   | 1 (71 Wo.)        | 71     |

| ChartsJahrescharts (2020)    | Platzierung |
| ---------------------------- | ----------- |
| Deutschland (GfK)            | 26          |
| Österreich (Ö3)              | 23          |
| Schweiz (IFPI)               | 32          |
| Vereinigtes Königreich (OCC) | 5           |

| ChartsJahrescharts (2021)    | Platzierung |
| ---------------------------- | ----------- |
| Deutschland (GfK)            | 12          |
| Österreich (Ö3)              | 27          |
| Schweiz (IFPI)               | 23          |
| Vereinigtes Königreich (OCC) | 17          |

### Auszeichnungen für Musikverkäufe
| Land/Region                  | Auszeichnungen für Musikverkäufe (Land/Region, Auszeichnung, Verkäufe) | Verkäufe  |
| ---------------------------- | ---------------------------------------------------------------------- | --------- |
| Australien (ARIA)            | 6× Platin                                                              | 420.000   |
| Belgien (BRMA)               | 2× Platin                                                              | 80.000    |
| Brasilien (PMB)              | Gold                                                                   | 20.000    |
| Dänemark (IFPI)              | 3× Platin                                                              | 270.000   |
| Deutschland (BVMI)           | 2× Platin                                                              | 800.000   |
| Frankreich (SNEP)            | Diamant                                                                | 333.333   |
| Italien (FIMI)               | 3× Platin                                                              | 210.000   |
| Kanada (MC)                  | 5× Platin                                                              | 400.000   |
| Neuseeland (RMNZ)            | 5× Platin                                                              | 150.000   |
| Niederlande (NVPI)           | Platin                                                                 | 80.000    |
| Norwegen (IFPI)              | Platin                                                                 | 60.000    |
| Österreich (IFPI)            | Platin                                                                 | 30.000    |
| Polen (ZPAV)                 | 3× Platin                                                              | 60.000    |
| Portugal (AFP)               | 2× Platin                                                              | 20.000    |
| Schweiz (IFPI)               | 4× Platin                                                              | 80.000    |
| Spanien (Promusicae)         | 2× Platin                                                              | 120.000   |
| Vereinigte Staaten (RIAA)    | Platin                                                                 | 1.000.000 |
| Vereinigtes Königreich (BPI) | 5× Platin                                                              | 3.000.000 |
| Insgesamt                    | 1× Gold · 46× Platin · 1× Diamant ·                                    | 7.133.333 |